# Huvrasanahalli, Bangarapet
Huvrasanahalli là một làng thuộc tehsil Bangarapet, huyện Kolar, bang Karnataka, Ấn Độ.